# Dun-sur-Grandry
Dun-sur-Grandry è un comune francese di 150 abitanti situato nel dipartimento della Nièvre nella regione della Borgogna-Franca Contea.

## Società

### Evoluzione demografica
Abitanti censiti